# Steatoda nobilis
Steatoda nobilis es una araña del género Steatoda, conocida en Inglaterra como la noble falsa viuda negra. Como su nombre común lo indica, esta araña es confundida con la viuda negra del género Latrodectus y otras arañas venenosas del género, ya que es muy parecida superficialmente. Steatoda nobilis es originaria de las islas Canarias, pero llegó a Inglaterra alrededor de 1870 en plátanos que eran enviados al puerto de Torquay. De allí se extendió luego a otros países de la Europa occidental. En Inglaterra tiene la fama de ser una de las pocas especies locales que es capaz de infligir una mordedura dolorosa y que puede causar la muerte para los seres humanos, aunque sus efectos no suelen ir más allá de los de una picadura de abeja. Fuera de Europa, se ha publicado más recientemente (2016) un caso clínico en Chile acerca de su mordedura, localizándose luego también en otros países latinoamericanos.

## Descripción
Al igual que las viudas negras, S. nobilis tiene una forma redonda, bulbosa, con abdomen de gran tamaño que es de color oscuro y extremidades musculosas. Las hembras suelen tener en el dorso del abdomen marcas pálidas marmoleadas con una banda de color crema y varían en tamaño de 10 mm a 23 mm. Los machos suelen tener abdomen más alargados, pálidos, con patas marrones y manchas marrones oscuras, con menos marcas estampadas. Cuando un macho esta maduro listo para aparearse se pueden ver sus pedipalpos expandirse en forma de zanahoria para dar cabida a un espermatóforo, listo para el apareamiento. Los machos de este género son capaces de producir sonidos durante el cortejo por raspado de dientes en el abdomen contra un archivo en la parte posterior del caparazón.

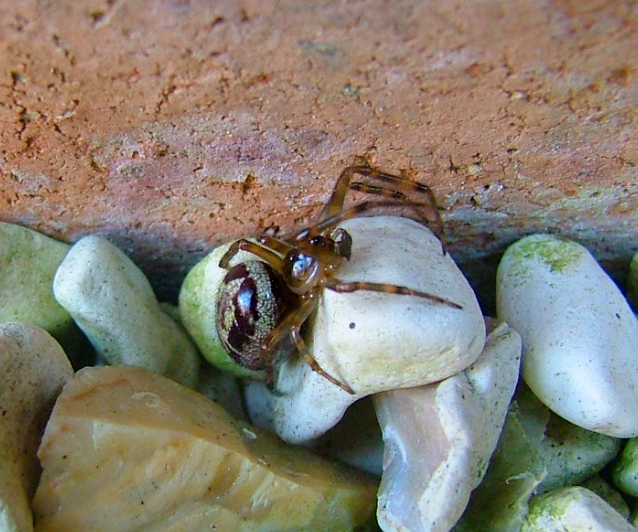
Macho con pedipalpos hinchados

## Hábitat
Al igual que otros miembros de la familia Theridiidae construye una telaraña de forma irregular de fibras de sedas pegajosas. Al igual que otras tejedoras de telarañas, estas arañas poseen una vista muy pobre, y dependen de las vibraciones de la telaraña para orientarse hacia sus presas o a advertencia hacia animales más grandes.

## Distribución

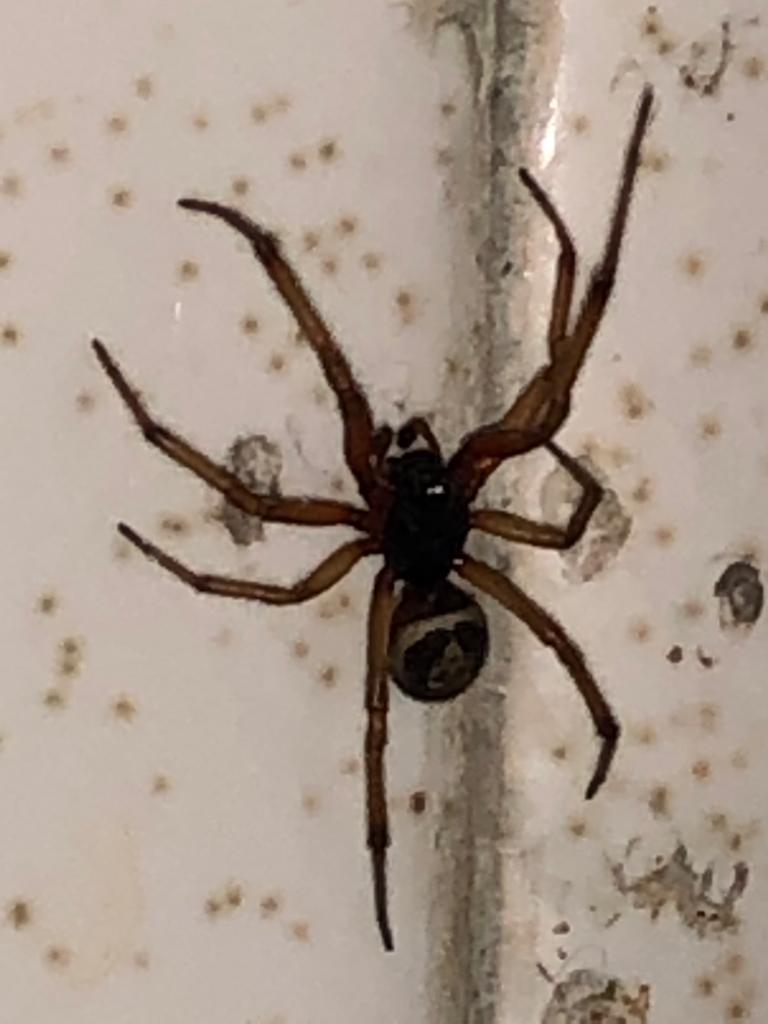
Araña Skull Spider (Steatoda Nobilis)

La araña es originaria de las Islas Canarias y Madeira. En Europa, se la ha visto principalmente en el Reino Unido, Francia, España y Portugal. Desde 2016 fue reportada en Chile y México. También se ha establecido en Ecuador y Colombia. Volvió a encontrarse un ejemplar de esta araña en la ciudad de Ensenada, Baja California, México; el día 21 de octubre de 2020. En Argentina también se reportaron ejemplares en diciembre de 2020. Otra más, en la ciudad de Tijuana, Baja California, México; el día 26 de diciembre de 2020. También en Atlixco puebla el 2024 en varias ocasiones, otro avistamiento de varios ejemplares en Tecate Baja California 2024
[cita requerida]